# Opisthorchis viverrini
Opisthorchis viverrini é uma espécie de verme da família Opisthorchiidae. Ele vive no fígado humano, sendo encontrado principalmente nas vias biliares e vesícula biliar, alimenta-se da bile. Morfologicamente é muito semelhante ao Opistorchis felineus, embora ligeiramente menor. Os primeiros hospedeiros intermediários são moluscos do gênero Bitinia, e em segundo são peixes de água doce.
A infecção com este parasita é chamada opistorquíase e é semelhante a clonorquíase, provocada pelo Clonorchis sinensis. Ocorre no Japão, China, Taiwan e Sudeste asiático. É contraída após o consumo de peixes de água doce pouco cozidos ou defumados infectados pela forma larval do parasita.